# Weskus
District Weskus (Afrikaans: Weskus Distriksmunisipaliteit, Xhosa: uMasipala weSithili soNxweme oluseNtshona, Engels: West Coast District Municipality) is een district in Zuid-Afrika. Het omvat de westelijke kuststreek van de provincie West-Kaap en telt 282.673 inwoners. Met een oppervlakte van circa 31.000 km² is het district even groot als België.

## Gemeenten in het district[3]
- Bergrivier
- Cederberg
- Matzikama
- Saldanhabaai
- Swartland

## Weblinks
- Gedetailleerde kaart van District Weskus (PDF, ca. 1 MB)